# Masanori Abe

## Trayectoria

### Clubes
| Club                | País  | Año         |
| ------------------- | ----- | ----------- |
| FC Gifu             | Japón | 2014 - 2020 |
| Aries Tokyo FC      | Japón | 2020 - 2021 |
| FC Maruyasu Okazaki | Japón | 2021 - 2022 |
| Aries Tokyo FC      | Japón | 2022 - 2023 |

## Estadística de carrera

### J. League
| Club    | Año   | J. League | J. League | Copa J. League | Copa J. League | Total | Total |
| Club    | Año   | Part.     | Goles     | Part.          | Goles          | Part. | Goles |
| ------- | ----- | --------- | --------- | -------------- | -------------- | ----- | ----- |
| FC Gifu | 2014  | 37        | 1         | -              | -              | 37    | 1     |
| FC Gifu | 2015  | 30        | 0         | -              | -              | 30    | 0     |
| FC Gifu | 2016  | 38        | 4         | -              | -              | 38    | 4     |
| FC Gifu | 2017  | 30        | 1         | -              | -              | 30    | 1     |
| FC Gifu | 2018  | 41        | 1         | -              | -              | 41    | 1     |
| FC Gifu | 2019  | 33        | 0         | -              | -              | 33    | 0     |
| Total   | Total | 209       | 7         | 0              | 0              | 209   | 7     |